# Volkswagen Group A5 (PQ35)
Volkswagen Group A5 (PQ35) - платформа легковых автомобилей концерна Volkswagen.
Платформа A5 разрабатывалась как модульная и более гибкая по сравнению с предыдущими платформами линейки A. Впервые все автомобили платформы получили полностью независимую переднюю подвеску. Существует также версия этой платформы для D-класса - PQ46. PQ35 предназначена для автомобилей компактного размера, а PQ46 представляет собой увеличенную версию для среднеразмерных автомобилей, таких как Volkswagen Passat.

## Использование
| - Audi A3 Mk2 (8P) - Volkswagen Touran (1T) - Volkswagen Caddy (2K) - SEAT Altea (5P) - Volkswagen Golf Mk5 / GTI / R32 / Rabbit Mk5 (1K) - Škoda Octavia Mk2 (1Z) - Volkswagen Golf Plus (5M) - SEAT Toledo Mk3 (5P) - Volkswagen Jetta Mk5 Mk6 (1K) - SEAT León Mk2 (1P) - Audi TT Mk2 (8J) - Volkswagen Eos (1F) - Volkswagen Tiguan (5N) - Volkswagen Scirocco (13) - Audi Q3 (8U) - Volkswagen Golf Mk6 (5K) - Škoda Yeti (5L) | - Škoda Superb (3T) - Volkswagen CC (3C/35) - Volkswagen Passat B6 & B7 (3C) - Volkswagen Passat NMS (A32/A33) - Volkswagen Sharan Mk2 (7N) - SEAT Alhambra Mk2 (7N) - Volkswagen Tiguan Mk1 (5N) |